# Chiesa di Santa Maria del Sole (Lodi)
La chiesa di Santa Maria del Sole è una chiesa cattolica di Lodi, posta nel centro storico della città.

## Storia
La primitiva chiesa di Santa Maria del Sole era una modesta cappella posta nell'attuale Via Indipendenza, nel territorio della parrocchia della Maddalena. A partire dal 1551, per decisione del vescovo Giovanni Simonetta, essa venne officiata da una confraternita detta della Misericordia, che aveva il compito di assistere spiritualmente i condannati a morte.
La cappella, divenuta troppo angusta, venne presto affiancata da una nuova chiesa, iniziata nel 1564 dal vescovo cardinale Capizucchi e compiuta nel 1585; tuttavia tale chiesa era esposta alle piene dell'Adda, e pertanto nel 1710 la confraternita decise di edificarne una nuova in altro luogo, nella città alta, al riparo dal fiume.
La nuova chiesa, disegnata dall'architetto Rocco Pellegrini e dall'ingegnere Carlo Bovio in stile barocco, venne consacrata nel 1715 dal vescovo Ortensio Visconti.
Nel 1789 venne eretta in parrocchia, in sostituzione delle parrocchie soppresse di San Geminiano, dei Santi Nabore e Felice e dei Santi Vito e Modesto, e in conseguenza di ciò nel 1796 fu abbellita per iniziativa del prevosto Bartolomeo Terzaghi.
Nel 1806 la parrocchia di Santa Maria del Sole venne soppressa e aggregata alla parrocchia della Cattedrale, ma venne ripristinata nel 1850.
Oggi (2019) non risulta nell'elenco delle chiese parrocchiali.

## Caratteristiche

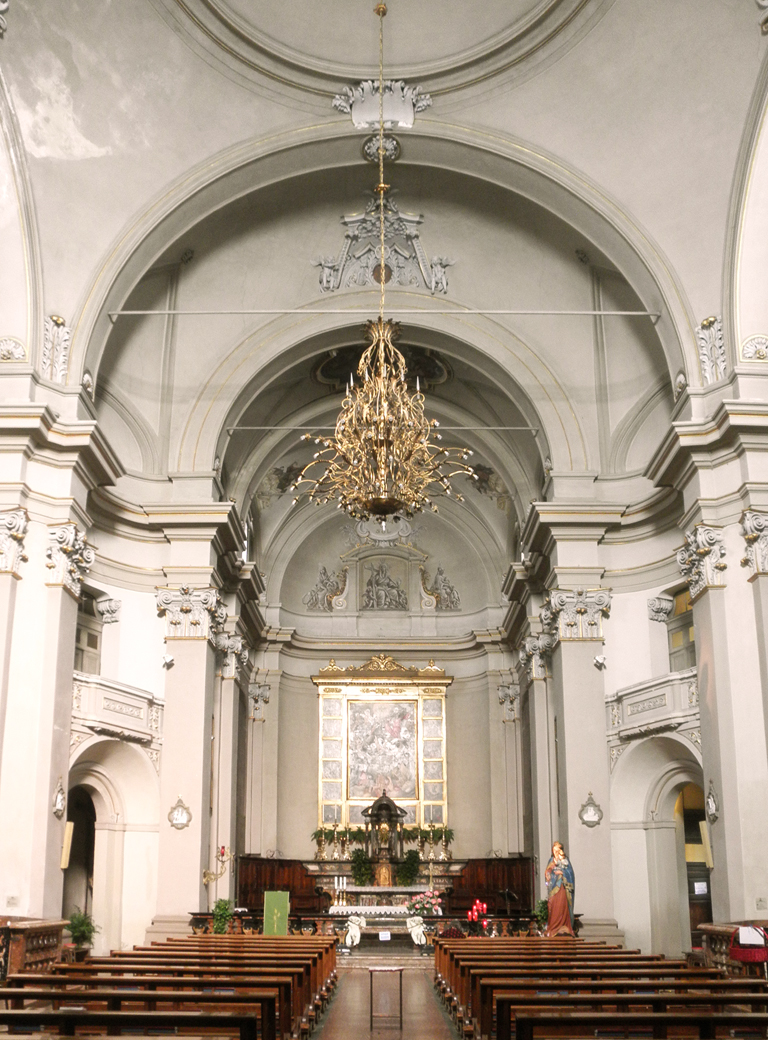
L'interno

La chiesa si trova lungo la via omonima, con la facciata verso occidente e l'abside verso oriente.
La facciata è posta in posizione leggermente arretrata rispetto al filo stradale, al quale è raccordata tramite due pareti laterali curvilinee nelle quali si aprono i due ingressi laterali; il portale principale è invece leggermente avanzato e sormontato da una trabeazione che riprende l'altezza delle case limitrofe.
La parte alta della facciata, nella quale si apre un finestrone sagomato, si conclude superiormente con un fastigio molto sinuoso, di spirito tipicamente barocco.
L'interno, a sala, è coperto da una volta a vela di forma ottagonale sostenuta da quattro pilastri diagonali.
Fra le opere d'arte che vi si conservano, notevoli sull'altar maggiore una tela del Malosso raffigurante l'Incoronazione della Vergine e nella parte destra dell'abside un'Immacolata del Nuvolone. Nella cappella di sinistra un altare neoclassico ornato da statue del Somaini, mentre in quella di destra il grandioso altare della Beata Vergine del Rosario, in marmo rosso del 1730, proviene dalla soppressa chiesa di San Domenico; da questa chiesa proviene anche il pulpito intarsiato, opera del milanese Anselmo dei Conti.

### Fonti
- Giovanni Agnelli, Dizionario storico geografico del Lodigiano, Lodi, Lodigraf, 1990  [Ripresa dell'edizione: Lodi, Tipografia editrice Della Pace, 1886], ISBN 88-7121-055-7.
- Armando Novasconi, Il barocco nel lodigiano, Lodi, Banca mutua popolare agricola di Lodi, 1968,  pp. 62-65, ISBN non esistente, SBN MIL0436579.
- Pro Loco Familia Ludesana (a cura di), Lodi. Guida artistica illustrata, Lodi, 1979,  p. 65, ISBN non esistente, SBN MIL0525383.

### Testi di approfondimento
- Alessandro Caretta, Santa Maria del Sole di Lodi nel bicentenario dell'erezione parrocchiale, 1789-1989, Lodi, 1988, ISBN non esistente, SBN CFI0142709.